# Bisdom Évry-Corbeil-Essonnes
Het bisdom Évry-Corbeil-Essonnes (Latijn: Dioecesis Evriensis-Corbiliensis-Exonensis, Frans: Diocèse d'Évry-Corbeil-Essonnes) is een in Frankrijk gelegen rooms-katholiek bisdom met zetel in Évry-Courcouronnes. Het bisdom behoort tot de kerkprovincie Parijs, en is samen met de bisdommen Créteil, Meaux, Nanterre, Pontoise, Saint-Denis en Versailles suffragaan aan het aartsbisdom Parijs.
Het bisdom heeft een oppervlakte van 1.804 km² en telde in 2021 102 parochies. In dat jaar telde het bisdom ongeveer 898.000 katholieken; dat is 69,3% van de totale bevolking.

## Geschiedenis
Het bisdom werd op 9 oktober 1966 opgericht als bisdom Corbeil. Op 11 juni 1988 werd de naam veranderd in de huidige. Hierbij werd de bisschopszetel verplaatst van Corbeil-Essonnes naar Évry.

## Bisschoppen
- 1966–1977: Albert Malbois, bisschop van Corbeil
- 1978–2000: Guy Herbulot tot 1988 bisschop van Corbeil
- 2000-2017: Michel Dubost (CIM)
- 2017-heden: Michel Pansard

## Galerij

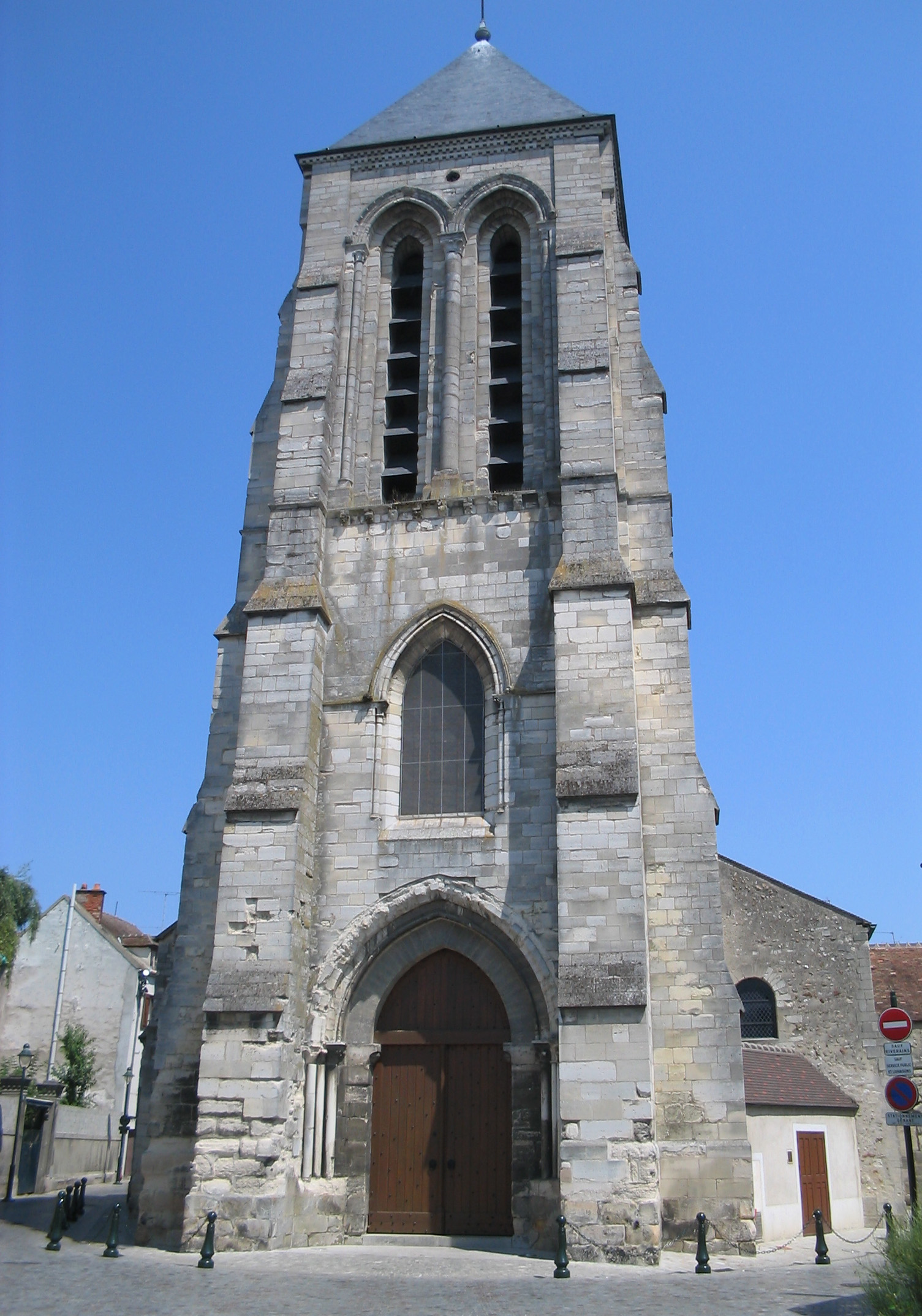
Co-kathedraal van Corbeil
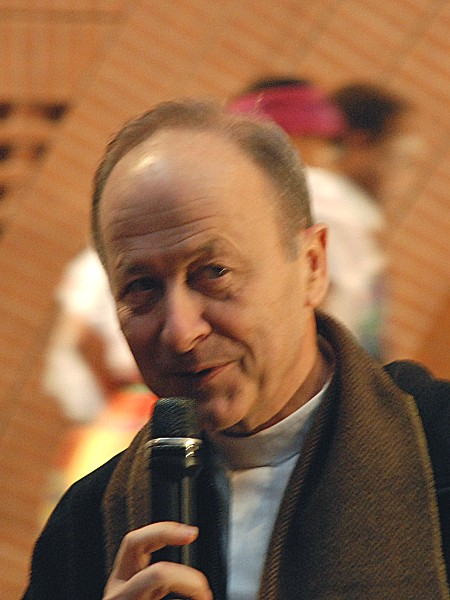
Bisschop Michel Dubost